# Can Baratau
Can Baratau és una masia de Tiana (Maresme) inclosa a l'Inventari del Patrimoni Arquitectònic de Catalunya.

## Descripció
És un edifici civil; es tracta d'una masia de tipus basilical amb cos central elevat -fou emprat com a graner-, que ocupa, en profunditat, la meitat de la construcció. L'alçat mostra una planta baixa i un pis cobert per una teulada amb dos vessants. A l'angle esquerra de la façana hi ha una petita capelleta o nínxol. Envoltant la masia hi ha uns jardins públics.
És destacable la porta adovellada amb arc de mig punt. El voladís de la teulada està realitzat amb teules col·locades perpendicularment. A l'interior, encara conserva tots els sostres embigats amb fusta, les arcades originals i un interessant celler.

## Història
Aquesta masia havia anat quedant tancada, juntament amb les seves dependències, al centre de la vila que progressivament s'anà estenent. Quedà separada del carrer per un mur i una tanca.
Fa pocs anys, el propietari va intentar enderrocar la masia per construir-hi nous edificis, però l'Ajuntament ho va impedir. Els terrenys que envoltaven l'edifici van ser venuts per construir-hi una petita urbanització de cases unifamiliars de dues plantes, amb la qual cosa s'enderrocà el mur que separava el recinte de la propietat i es construí al davant un jardí públic.
Des de 1998 acull la Biblioteca Can Baratau, de la xarxa de biblioteques municipals.